# Ierse pub

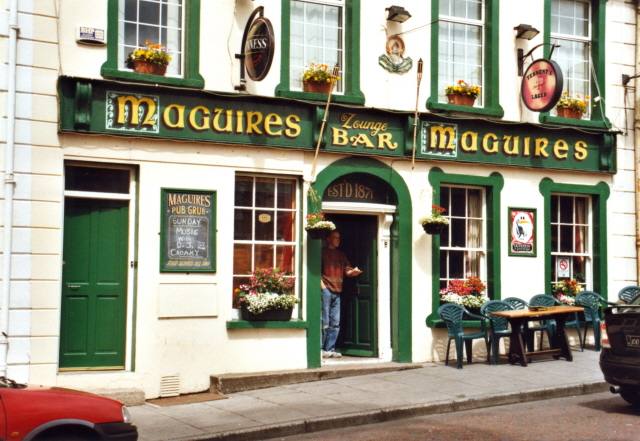
Maguires in Moville, Ierland

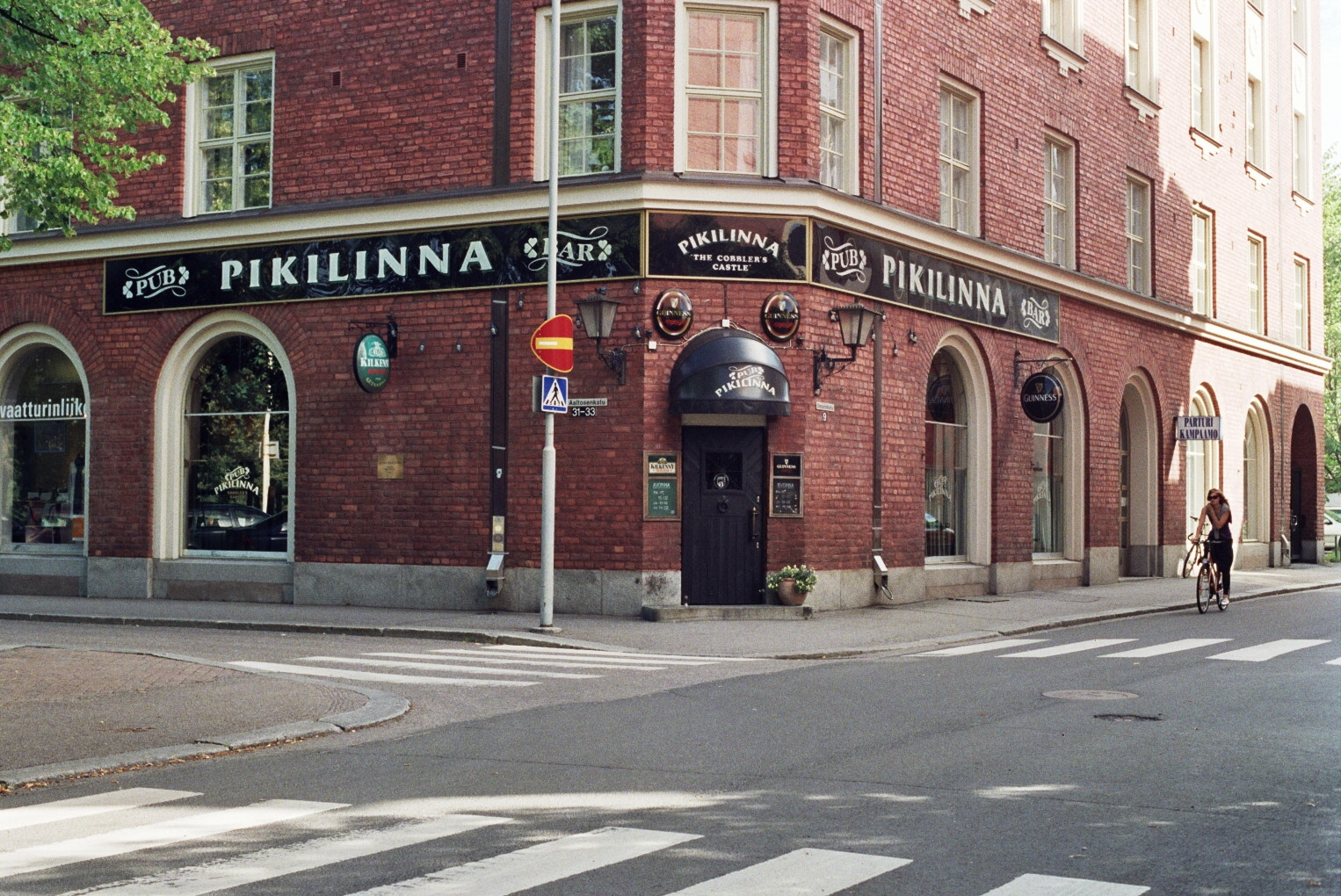
Pikilinna in Tampere, Finland

Een Ierse pub is een café in Ierland of Noord-Ierland, of een café met een Iers karakter buiten het eiland. Vaste elementen zijn een keuze aan Iers bier en whiskey en een op Ierland geïnspireerd interieur. Veel Ierse pubs serveren een pubmenu met gerechten als steak and Guinness pie, Irish Stew, fish and chips  en shepherd's pie. Ierse pubs zijn bijna overal ter wereld te vinden en worden lang niet altijd door Ieren gerund.

## Nederland
In Nederland zijn Ierse pubs in bijna alle grote steden te vinden. Dit komt zowel door het hoge aantal Ierse gastarbeiders in Nederland als door het feit dat de Nederlandse bierbrouwer Heineken eigenaar is van verschillende Ierse biermerken.